# Koninkrijk Saksen

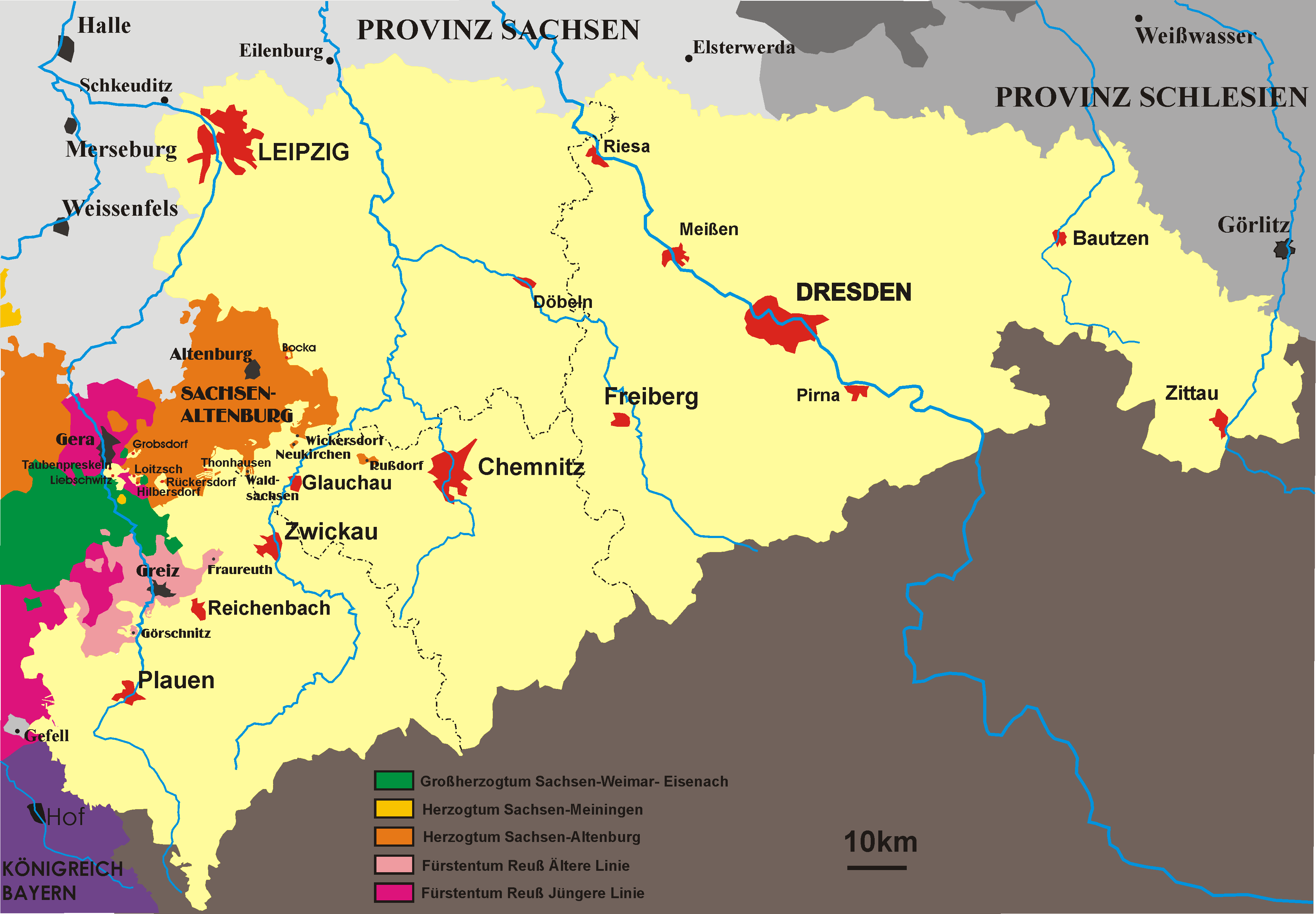
Gedetailleerde kaart van het koninkrijk Saksen uit 1900

Het koninkrijk Saksen ontstond in 1806 toen keurvorst Frederik August I van Saksen door zijn deelname aan de Rijnbond als Frederik August I tot koning werd verheven. Het koninkrijk was van 1815 tot 1866 lid van de Duitse Bond. Koning Johan trad in 1867 toe tot de Noord-Duitse Bond en in 1871 tot het Duitse Keizerrijk. De laatste koning Frederik August III deed in de Novemberrevolutie evenals alle andere Duitse vorsten troonsafstand. Saksen werd een vrijstaat in de Weimarrepubliek.

## Geschiedenis
Tot 1806 was Saksen onderdeel van het Heilige Roomse Rijk. De heersers van Saksen hadden sinds 1356 de titel van keurvorst. Toen het Heilige Roomse Rijk uiteenviel na het verlies van keizer Frans II tegen Napoleon Bonaparte in de Slag bij Austerlitz, kreeg het keurvorstendom de status van onafhankelijk koninkrijk met Franse steun, destijds de dominante macht in Centraal Europa. De laatste keurvorst van Saksen was Frederik August.

### Napoleontische tijd en Duitse Bond
Na het verlies van Pruisen, de bondgenoot  van Saksen tijdens de Slag bij Jena in 1806, werd Saksen lid van de Rijnbond.  Saksen bleef lid tot de opheffing in 1813 na het verlies van Napoleon bij de Slag bij Leipzig. Na deze slag bleef Frederik August Napoleon tot het laatst toe trouw. Saksen stond in deze tijd als enige van de Duitse staten aan de kant van de Franse keizer. Koning Frederik August werd in de steek gelaten door zijn eigen deserterende troepen en werd gevangengenomen door Pruisische troepen. Zijn troon werd afgenomen en zijn land kwam onder Pruisisch bestuur te staan. Hij verloor de helft van zijn grondgebied, dat door Pruisen werd geannexeerd. Dit kwam meer door de Pruisische wens om Saksen te annexeren dan om een misdaad van Frederik August af te straffen. Het lot van Saksen was een agendapunt tijdens het Congres van Wenen. Door de invloed van de Oostenrijkse keizer Frans I van Oostenrijk werd een volledige annexatie door Pruisen vermeden. 
Uiteindelijk werd veertig procent van het koninkrijk, inclusief de historische belangrijke stad Wittenberg (waar in 1517 de Reformatie was begonnen), aangehecht door Pruisen. Frederik August kreeg zijn troon terug tijdens de restauratie. Hij kreeg het slechtste deel van het grondgebied met schrale zandgrond met bossen en moerassen, met weinig handel, fabrieken of hulpbronnen. Toch behield Frederik August twee derde van zijn onderdanen en de twee belangrijkste steden, nl. Dresden en Leipzig. Het koninkrijk Saksen werd lid van de Duitse Bond, de nieuwe organisatie voor Duitse staten die het Heilige Roomse Rijk verving.

### Oostenrijks-Pruisische Oorlog en Duitse Keizerrijk
In de Pruisisch-Oostenrijkse Oorlog van 1866 koos Saksen de kant van Oostenrijk. Het leger van Saksen was het enige leger dat een bijdrage kon leveren aan de Oostenrijkse zaak. Het Saksische leger gaf de verdediging van het koninkrijk Saksen op om het Oostenrijkse leger in Bohemen te steunen. De efficiëntie van het Saksische leger gaf het koninkrijk Saksen de mogelijkheid om het lot van andere Duitse staten die een bondgenootschap met Oostenrijk hadden, vooral het Koninkrijk Hannover, om geannexeerd te worden door Pruisen. De Oostenrijkers vroegen in ruil voor de Saksische eer dat het land na de nederlaag in de Pruisisch-Oostenrijkse Oorlog zijn zelfstandigheid behield. Pruisen erkende dit, maar het land was zoals de andere Duitse staten voortaan met handen en voeten aan Pruisen gebonden, omdat het lid werd van de door Pruisen geleide Noord-Duitse Bond. Na de overwinning van Pruisen op Frankrijk in de Frans-Duitse Oorlog van 1871 werden de lidstaten van de Duitse Bond door Otto von Bismarck hervormd tot het Duitse Keizerrijk onder keizer Wilhelm I. De Saksische koning Johan van Saksen was eigenlijk ondergeschikt aan de Duitse keizer, maar net als alle andere Duitse vorsten gedroeg hij zich alsof hij de machtsmiddelen van een soeverein vorst had. Bij deze middelen hoorde ook de mogelijkheid om diplomatieke relaties op te zetten met andere staten.

### Einde van het koninkrijk
Het aftreden van Wilhelm II als gevolg van het verliezen van de Eerste Wereldoorlog en de Duitse Revolutie zorgde ervoor dat koning Frederik August dit voorbeeld volgde en afstand van de Saksische troon deed. Het voormalige koninkrijk Saksen werd als de Vrijstaat Saksen onderdeel van de Weimarrepubliek.

## Koningen
- 1806-1827 Frederik August I (voor 1806 als Frederik August III keurvorst)
- 1827-1836 Anton
- 1836-1854 Frederik August II
- 1854-1873 Johan
- 1873-1902 Albert
- 1902-1904 George
- 1904-1918 Frederik August III (afgetreden)

## Bestuurlijke indeling van het koninkrijk en de vrijstaat Saksen

### Kreishauptmannschaft/Regierungsbezirk Chemnitz
Stadsdistricten (Stadtkreise)
1. Chemnitz (sinds 1874)
2. Glauchau (sinds 1924)
3. Meerane (sinds 1924)

Districten (Landkreise)
1. Amtshauptmannschaft Annaberg
2. Amtshauptmannschaft/district Chemnitzer Land
3. Amtshauptmannschaft/district Flöha (sinds 1874)
4. Amtshauptmannschaft/district Glauchau (sinds 1878)
5. Amtshauptmannschaft/district Marienberg (sinds 1874)
6. Amtshauptmannschaft/district Stollberg

### Kreishauptmannschaft/Regierungsbezirk Dresden-Bautzen
Bausen was tot 1932 een eigen Kreishauptmannschaft.
Stadsdistricten (Stadtkreise)
1. Bautzen (sinds 1922)
2. Dresden (sinds 1874)
3. Freiberg (sinds 1922)
4. Freital (sinds 1924)
5. Meißen (sinds 1922)
6. Pirna (sinds 1924)
7. Radebeul (sinds 1935)
8. Riesa (sinds 1924)
9. Zittau (sinds 1922)

Districten (Landkreise)
1. Amtshauptmannschaft/district Bautzen
2. Amtshauptmannschaft/district Dippoldiswalde (sinds 1874)
3. Amtshauptmannschaft/district Dresden tot 1880 en sinds 1924)
  1. Amtshauptmannschaft Dresden-Altstadt (1880-1924)
  2. Amtshauptmannschaft Dresden-Neustadt (1880-1924)
4. Amtshauptmannschaft/district Freiberg (sinds 1874)
5. Amtshauptmannschaft/district Großenhain (sinds 1874)
6. Amtshauptmannschaft/district Kamenz
7. Amtshauptmannschaft/district Löbau
8. Amtshauptmannschaft/district Meißen
9. Amtshauptmannschaft/district Pirna
10. Amtshauptmannschaft/district Zittau

### Kreishauptmannschaft/Regierungsbezirk Leipzig
Stadsdistricten (Stadtkreise)
1. Döbeln (sinds 1924)
2. Leipzig (sinds 1874)
3. Mittweida (sinds 1924)
4. Wurzen (1926-1945)

Districten (Landkreise)
1. Amtshauptmannschaft/district Borna (sinds 1874)
2. Amtshauptmannschaft/district Döbeln
3. Amtshauptmannschaft/district Grimma
4. Amtshauptmannschaft/district Leipzig
5. Amtshauptmannschaft/district Oschatz
6. Amtshauptmannschaft/district Rochlitz

### Kreishauptmannschaft/Regierungsbezirk Zwickau
Stadsdistricten (Stadtkreise)
1. Aue (Saksen) (sinds 1924)
2. Crimmitschau (sinds 1924)
3. Plauen (sinds 1907)
4. Reichenbach (Vogtland) (sinds 1924)
5. Werdau (sinds 1924)
6. Zwickau (sinds 1907)

Districten (Landkreise)
1. Amtshauptmannschaft/district Auerbach
2. Amtshauptmannschaft/district Oelsnitz
3. Amtshauptmannschaft/district Plauen
4. Amtshauptmannschaft/district Schwarzenberg
5. Amtshauptmannschaft/district Werdau (van 1920 tot 1933)
6. Amtshauptmannschaft/district Zwickau